# Scipione Borghesi Bichi
Scipione Borghesi Bichi, Conte (Siena, 3 novembre 1801 – Siena, 1º dicembre 1877), è stato un imprenditore e politico italiano.

## Biografia
Laureato in giurisprudenza a Siena sta per iniziare la professione di avvocato quando suo padre viene a mancare. Costretto a prenderne il posto sfrutta la sua preparazione legale nella cure e nell'amministrazione del cospicuo patrimonio di famiglia e si dedica allo studio della storia e della letteratura senesi. Iniziata una raccolta di libri e documenti antichi relativi alla città costituisce una grande raccolta, l'archivio Bichi Borghesi, divenuta celebre quando al suo interno viene scoperto il testamento originale manoscritto di Giovanni Boccaccio, oggi conservato come tutto il resto all'Archivio di Stato di Siena.
Liberale di orientamento moderato si dedica contemporaneamente alla vita politica del Granducato di Toscana dove, nel 1831, è tra i promotori dell'istituzione dei primi asili infantili dello stato. La sua attività non è del tutto ben vista dal governo granducale, ostile alle idee liberali, ma nemmeno viene ostacolata dal momento che non è mirata all'idea dell'unificazione nazionale e ai numerosi moti di ribellione che covano verso gli stati preunitari. Quando nel 1860 il plebiscito per l'annessione al Regno d'Italia segna la fine del granducato viene eletto componente della delegazione ufficiale incaricata di consegnare i poteri a Vittorio Emanuele II per tramite del principe ereditario Umberto, ed è tra le personalità toscane chiamate a rappresentare la regione nel Senato subalpino.
Ha fatto parte della Consulta di Stato di Toscana ed è stato inoltre presidente dell'Accademia dei Fisiocritici di Siena e vicepresidente della Società di mutuo soccorso degli operai di Siena.